# Адаманций
Адаманций (на латински: Adamantius; fl. 474 – 479) е политик на Източната римска империя.
Син е на Флавий Вивиан (консул 463 година и преториански префект на Изтока). Брат е на Флавий Павел (консул 512 г.).
Между 474 и 479 г. Адаманций e градски префект на Константинопол. През 479 година е издигнат в патриций. Същата година император Зенон го прави консул и го изпраща при бунтуващия се военачалник Теодорих Страбон. В Солун той се среща с бившия консул Йохан и в Едеса със Сабиниан Магн. В Дирахиум се среща с Теодорих Страбон и се опитва да го убеди да спре с нападенията над римски територии.